# Ryan Napoleon
Ryan Francis Kevin Napoleon (Hornsby, Australia, 26 de mayo de 1990) es un nadador olímpico australiano que compite en natación, especialista en el estilo libre. Fue olímpico tras participar en los Juegos Olímpicos de Londres 2012 en las pruebas de 400 y 4x200 metros libre consiguiendo un Diploma Olímpico en ambas pruebas al acabar octavo y quinto respectivamente.
Se clasificó para participar en los Juegos de la Mancomunidad de 2010. Dio positivo por formoterol en un control antidopaje en noviembre de 2009, por lo que fue sancionado y no podría participar en dichos Juegos.
Ryan reclamó y el Tribunal de Arbitraje Deportivo determinó que el error vino por usar un inhalador para el asma de otra marca distinta a la que usaba normalmente. Tras este veredicto, se le levantó la sanción y pudo competir en los Juegos de la Mancomunidad de 2010, donde consiguió la medalla de oro en la prueba de 4x200 metros libres y plata en 400 metros libres.

## Palmarés internacional
| Juegos de la Mancomunidad | Juegos de la Mancomunidad | Juegos de la Mancomunidad | Juegos de la Mancomunidad |
| Año                       | Lugar                     | Medalla                   | Prueba                    |
| ------------------------- | ------------------------- | ------------------------- | ------------------------- |
| 2010                      | Delhi ( India)            | Medalla de plata          | 400 m libre               |
| 2010                      | Delhi ( India)            | Medalla de oro            | 4x200 m libre             |